# Serenadas
Serenadas è un album di Sergio Caputo pubblicato nel 1998.

## Descrizione
Il disco contiene brani editi riarrangiati e tre inediti (Flamingo, Sei tu la mia anima e Un'estate senza te). Con il brano Flamingo il cantautore partecipa al Festival di Sanremo 1998. L'album è stato arrangiato da Sergio Caputo con la collaborazione di Giulio Visibelli per l'arrangiamento della sezione fiati e presenta una copertina disegnata dallo stesso Caputo.

## Tracce
1. Flamingo – 3:41
2. L'astronave che arriva – 4:16
3. Sei tu la mia anima – 3:14
4. Quando un amore va – 4:47
5. Il Garibaldi innamorato – 4:25
6. Italiani, mambo! – 4:12
7. Un'estate senza te – 4:14
8. Dammi un po' di più – 4:27
9. Hemingway caffè latino – 3:48
10. Ai confini della realtà – 5:02